# 城之内克也
城之内克也（じょうのうち かつや）は、高橋和希の漫画『遊戯王』及び『遊戯王デュエルモンスターズ』のキャラクター。

## 人物・エピソード
主人公・武藤遊戯のクラスメイト。ケンカ、殴り合いが滅法強く(ただし作中では負けることも多々ある)、親友である遊戯らや実妹の川井静香のためなら、どんな危険も恐れない男気の持ち主。プラモデルやガレージキット作りも得意としていることから手先は器用なほうであり、文化祭ではカーニバルゲーム用の樽を手掛けた。勉強とオカルトが大の苦手で虫も好かない。アニメ版ではバイクを運転（第1作目では言及されるのみで実際に描かれたのは第2作目のドーマ編のみ）し、電脳世界においては、トラックも運転した。好物はカレーライス。
初登場時はお人好しで千年パズルを宝物と称する遊戯に女々しさを感じ、「男らしくなるための指導」を口実に遊戯をからかっていた。遊戯に対するいじめのことで、真崎杏子に説教をくらった腹いせに本田とともに、彼の宝物であるパズルのピースを盗んでプール（アニメ版第1作では川）に投げ捨てる。その直後、風紀委員の牛尾の独断により本田もろともリンチされてしまうが、馬鹿にしていた自分たちを「友達」と主張して庇った遊戯の優しさに動かされ、パズルのピースを回収・返却。アニメ第一作ではその直後遊戯の気持ちを踏みにじるかのように暴行を加えた牛尾に怒り、本田とともに挑みかかるも返り討ちにあう。その翌朝、「見えるんだけど見えない宝物を持つことにした」と遊戯に報告し、「オレとおまえは互いに見えるけどよ、『友情』ってやつは見えねぇだろ?」という発言と共に遊戯と和解した。以来無二の親友として、互いに全幅の信頼を寄せている。
中学時代は多くの補導歴があり、少年院に行きかけたほどの不良だった。当時は中学や高校の不良たちを巻き込み、喧嘩に明け暮れる日々を送っていたが、自分より弱い相手には一切手を出さず、舎弟への面倒見も良かったため、本田ヒロトからは憧れの存在として見られていた。アニメ第一作では、中学校時代の駅伝の地区大会で、元々最下位だったチームを本田が2位まで追い上げ、アンカーの城之内がトップに立って逆転優勝したことが本田と仲良くなったきっかけとされている。一時期中学時代の不良仲間であった蛭谷率いる隣玉高校不良グループに加わっていたが、あくまで遊戯達に一切手を出さない事が条件であったため、蛭谷らが反故にした際は彼に従うふりをして遊戯を救出。1対1で蛭谷に勝利し、過去の因縁に区切りをつけた。
両親は幼い頃に離婚しており、父子家庭で育つ。父親はギャンブル好きで、昼間から酒を飲む生活費の確保と、父親の作った借金の返済は城之内が一手に引き受けており、新聞配達に勤しんでいる。アニメ第2作では父親は未登場で借金返済にも触れられていないが苦学生であることは変わらず、学費を払うためにアルバイトをしている。静香のことは幼い頃から面倒を見ていて、両親の離婚から6年間会うことはなかったが、再会後も仲が良い様子を見せており、アニメ第1作ではよく見舞いに訪れ、アニメ第2作では王国に赴いた際にはパスケースに静香の写真を入れており、バトルシティ編とドーマ編で静香に電話で近況を報告するシーンも描かれた。母親はアニメ第2作で初登場するが、城之内は母親と会うのを気まずく感じていた。しかし、手術を拒む静香を説得に病院を訪れた際、母に感謝の言葉をかけられる。
DEATH-T編では闇遊戯の存在を自覚し、付き合いが壊れることを恐れそのことを隠していた遊戯を仲間として叱咤し、遊戯と出会ってからの自らの心境を語り遊戯が自分を受け入れるきっかけを与えた。アニメ第2作第1話では双六を案ずる遊戯に「本当のデュエルを教えてやれ‼︎」と海馬と戦うことを促した。
決闘者の腕前は、最初はモンスターのみで構築したデッキを使っていたため杏子にすら負けるレベルだったが、静香からのビデオレターで「もうすぐ失明する」ことを知り、手術代を手に入れるために、決闘者の王国への出場を決意。遊戯の指導と静香を助けたい執念で腕を磨き、遊戯からスターチップと参加カードを分け与えられたことで、出場資格を得た（デュエルグローブは敗退後の羽蛾のものを使用）準決勝において、元全米チャンプのバンデット・キースに勝利し、決勝戦に駒を進めるも、遊戯との話し合いでペガサス・J・クロフォード相手に力を温存すべく、遊戯との決勝戦を辞退したことで準優勝となる。アニメ版では、上述の治療代を目的に王国開催前の全国大会に向けて、武藤双六の厳しい指導を受け、町内予選ベスト8に入れるまでに成長したことが描かれた。また、原作では辞退した遊戯との王国決勝戦も行った。
バトルシティでは、海馬コーポレーションのコンピュータに記録されているデュエリストレベルが2（アニメ版では「馬の骨」とまで記されていた）だったために出場資格を満たしていなかったが、城之内が「真紅眼の黒竜」の所持者であることを知ったグールズ構成員（カード屋店長）の手でレベルを操作されたことで、出場資格を得た。大会開催前にレアハンターにエクゾディアのコピーカードに敗れ、「真紅眼の黒竜」を奪われながらも、「時の魔術師」をアンティカードとして大会に出場。遊戯がレアハンターを倒したことで「真紅眼の黒竜」は奪還されたが、城之内は自身への戒めと成長のために「真紅眼の黒竜」を遊戯に預けた。決勝進出を決めた直後、重傷を負ったバクラに気を取られてマリクに洗脳されてしまい、遊戯を抹殺するためのデュエルを余儀なくされてしまった上にバトルシティルールで禁じられている「ライトニング・ボルテックス」（アニメではサンダーボルト）や「ファイヤー・ボール」を多用するが、遊戯が預かっている「真紅眼の黒竜」を見て動揺したことで、洗脳が徐々に弱まっていき、最終的には、自身の中のマリクの意識を消し去って正気に戻る。遊戯を殺しかけたことへの罪悪感から静香との再会をためらうが、舞と本田の叱咤を受けて、静香との再会を果たす。決勝トーナメントでは準決勝で闇マリクとの闇のゲームによる「ラーの翼神竜」の「ゴッドフェニックス」のダメージの影響で倒れたため、最終的にベスト4となるが、闇マリクを勝利寸前まで追い詰めた。
アニメ版では海馬瀬人に持ちかけた3位決定戦で「死のデッキ破壊ウィルス」で高攻撃力モンスターを失いながらも青眼の白龍を奪って善戦するも敗北して、4位で終わる。
アニメオリジナルのKCグランプリでは「大会に出場してくれたら日本に送り届ける」という海馬モクバの条件を飲んで、遊戯と共に出場。ジーク・ロイドに「ノルン三姉妹」のコンボで行動を制限されて敗退したことで町内大会以来のベスト8となった。シリアスな局面のデュエルでも、コミカルな言動が見られることも多く、アニメ第2作では、興奮すると極端に顎を突き出し、アントニオ猪木の物真似をする場面がよく見られた。
プレイステーションゲーム「遊☆戯☆王 真デュエルモンスターズ 封印されし記憶」と続編の「真デュエルモンスターズ2 継承されし記憶」では、城之内に酷似した若者が登場している。第1作目では3000年前の古代エジプト第18王朝に夜な夜な王宮を抜け出していた、名もなきファラオ（闇遊戯）のカード仲間の少年・ジョーノ。第2作目では傭兵クリストファー・ジョーノ・アーズウィック。
呼称
一人称は「オレ」、二人称は普段「おまえ」を使い、目上の敵に「あんた」または「貴様」もしくは「てめぇ」と言う事がある。本人の母や落ち着き目上の他人以外、主要人物や自分のデッキモンスターに対して呼び捨てする。また、メインの呼ばれ方は苗字として「城之内」である。
周囲からの呼称集は「城之内君（武藤遊戯 / 闇遊戯・御伽龍児・いつものバクラなど）」、「城之内（本田ヒロト・真崎杏子・海馬瀬人・海馬モクバ・武藤双六 等）」、「城之内ボーイ（ペガサス）」、「お兄ちゃん（川井静香）」、「克也（本人の母）」、「負け犬（海馬瀬人）」などと呼ばれている。

## デッキ
戦士・獣戦士族のモンスターを中心としたデッキ。全体的に攻撃力が低く、レアカードも少ない。サイコロやコインといったギャンブル系のカードを多用し、これらが勝敗を左右することも多い。相手のカードの効果を逆手に取る戦法もとる。遊戯から指導を受けるまでは、モンスターカードだけのデッキだった。
作者の高橋和希は城之内のデッキ構成に関して「魔法カードの扱いが下手で、喧嘩っ早いので戦士族が主力となっている」「熱血野郎なので属性は炎が多い」と述べている。
なお、真紅眼の黒竜を初めとしたドラゴン族が多いため、「ドラゴン族の使い手」と紹介されたこともある。
| 城之内克也が使用したカード一覧         | 城之内克也が使用したカード一覧              | 城之内克也が使用したカード一覧 | 城之内克也が使用したカード一覧 |
| カード名                               | 使用した作品                                | 備考 |                                |
| モンスターカード                       | モンスターカード                            | モンスターカード | モンスターカード               |
| -------------------------------------- | ------------------------------------------- | --- | ------------------------------ |
| 真紅眼の黒竜                           | 原作 アニメ『遊☆戯☆王デュエルモンスターズ』 | 元々はダイナソー竜崎のものだったが、王国編のアンティ勝負で勝ちとり、王国編では切り札として活躍していた。 バトルシティ編でレアハンターに決闘で敗れ奪われたが、遊戯によって取り返される。上述の通りこの時は受け取らず、経緯は不明だがバトルシティ編後に受け取っている。 |                                |
| ゾンビ                                 | 原作                                        | 未OCG化。教室での決闘で使っていたカード。「DM」では「紫煙の影武者」に差し替えられる |                                |
| 紫炎の影武者                           | アニメ[遊☆戯☆王デュエルモンスターズ』       | |                                |
| ガードナーの戦士                       | 原作                                        | カルボナーラ戦士に姿が酷似したカード |                                |
| 魔導騎士ギルティア                     | 原作 アニメ『遊☆戯☆王デュエルモンスターズ』 | OCGでは融合モンスター |                                |
| 炎の剣士                               | 原作 アニメ『遊☆戯☆王デュエルモンスターズ』 | OCGでは融合モンスター |                                |
| バーバリアン1号                        | アニメ『遊☆戯☆王デュエルモンスターズ』      | |                                |
| バーバリアン2号                        | 原作 アニメ『遊☆戯☆王デュエルモンスターズ』 | |                                |
| アックス・レイダー                     | 原作 アニメ『遊☆戯☆王デュエルモンスターズ』 | |                                |
| ガルーザス                             | 原作 アニメ『遊☆戯☆王デュエルモンスターズ』 | |                                |
| 牛魔人                                 | 原作 アニメ『遊☆戯☆王デュエルモンスターズ』 | |                                |
| カルボナーラ戦士                       | 原作                                        | OCGでは融合モンスター |                                |
| 魔物の狩人                             | 原作                                        | |                                |
| 鎧蜥蜴                                 | 原作 アニメ『遊☆戯☆王デュエルモンスターズ』 | |                                |
| タイガー・アックス                     | 原作 アニメ『遊☆戯☆王デュエルモンスターズ』 | |                                |
| オオカミ                               | 原作                                        | |                                |
| グラスマン                             | 原作                                        | 未OCG化。 |                                |
| ベビー・ドラゴン                       | 原作 アニメ『遊☆戯☆王デュエルモンスターズ』 | 元々は遊戯が所持していたが、「時の魔術師」とともに譲渡された。アニメ版では王国に向かう船の中で他の参加者とのカードトレードで譲り受けた。 |                                |
| 岩窟魔人 オーガ・ロック                | 原作 アニメ『遊☆戯☆王デュエルモンスターズ』 | |                                |
| 格闘戦士アルティメーター               | 原作 アニメ『遊☆戯☆王デュエルモンスターズ』 | |                                |
| 人造人間－サイコ・ショッカー           | 原作 アニメ『遊☆戯☆王デュエルモンスターズ』 | エスパー絽馬に勝利し、アンティルールで譲り受けた。 |                                |
| ギルフォード･ザ･ライトニング           | 原作 アニメ『遊☆戯☆王デュエルモンスターズ』 | |                                |
| 鉄の騎士ギア・フリード                 | 原作 アニメ『遊☆戯☆王デュエルモンスターズ』 | |                                |
| 漆黒の豹戦士パンサーウォリアー         | 原作 アニメ『遊☆戯☆王デュエルモンスターズ』 | |                                |
| ゴブリン突撃部隊                       | アニメ『遊☆戯☆王デュエルモンスターズ』      | |                                |
| 伝説のフィッシャーマン                 | 原作 アニメ『遊☆戯☆王デュエルモンスターズ』 | 梶木から譲渡されたカード |                                |
| インセクト女王                         | 原作 アニメ『遊☆戯☆王デュエルモンスターズ』 | 羽蛾からアンティで入手したカード |                                |
| 要塞クジラ                             | 原作 アニメ『遊☆戯☆王デュエルモンスターズ』 | 梶木からアンティで入手したカード デュエルでは使用されなかった。 アニメ・OCGでは儀式モンスター |                                |
| ロケット戦士                           | 原作 アニメ『遊☆戯☆王デュエルモンスターズ』 | |                                |
| リトル・ウィンガード                   | 原作 アニメ『遊☆戯☆王デュエルモンスターズ』 | |                                |
| ワイバーンの戦士                       | 原作 アニメ『遊☆戯☆王デュエルモンスターズ』 | |                                |
| ランドスターの剣士                     | 原作 アニメ『遊☆戯☆王デュエルモンスターズ』 | |                                |
| 怒りの海王                             | アニメ『遊☆戯☆王デュエルモンスターズ』      | |                                |
| 一刀両断侍                             | アニメ『遊☆戯☆王デュエルモンスターズ』      | |                                |
| 恐竜人                                 | アニメ『遊☆戯☆王デュエルモンスターズ』      | |                                |
| キラー・ザ・クロー                     | アニメ『遊☆戯☆王デュエルモンスターズ』      | |                                |
| 切り込み隊長                           | アニメ『遊☆戯☆王デュエルモンスターズ』      | |                                |
| サイバティック・ワイバーン             | アニメ『遊☆戯☆王デュエルモンスターズ』      | |                                |
| シャドウ・ファイター                   | アニメ『遊☆戯☆王デュエルモンスターズ』      | |                                |
| ストーン・アルマジラー                 | アニメ『遊☆戯☆王デュエルモンスターズ』      | |                                |
| ソードハンター                         | アニメ『遊☆戯☆王デュエルモンスターズ』      | |                                |
| 蒼炎の剣士                             | アニメ『遊☆戯☆王デュエルモンスターズ』      | |                                |
| デス・ストーカー                       | アニメ『遊☆戯☆王デュエルモンスターズ』      | |                                |
| 伝説の剣豪 MASAKI                      | アニメ『遊☆戯☆王デュエルモンスターズ』      | |                                |
| 東方の英雄                             | アニメ『遊☆戯☆王デュエルモンスターズ』      | |                                |
| ネコマネキング                         | アニメ『遊☆戯☆王デュエルモンスターズ』      | |                                |
| バビロン                               | アニメ『遊☆戯☆王デュエルモンスターズ』      | |                                |
| 破壊のゴーレム                         | アニメ『遊☆戯☆王デュエルモンスターズ』      | |                                |
| 隼の騎士                               | アニメ『遊☆戯☆王デュエルモンスターズ』      | |                                |
| ファイバーポッド                       | アニメ『遊☆戯☆王デュエルモンスターズ』      | |                                |
| マウンテン・ウォーリアー               | 原作                                        | |                                |
| マキシマム・シックス                   | アニメ『遊☆戯☆王デュエルモンスターズ』      | |                                |
| マグネッツ1号                          | アニメ『遊☆戯☆王デュエルモンスターズ』      | |                                |
| マグネッツ2号                          | アニメ『遊☆戯☆王デュエルモンスターズ』      | |                                |
| 魔導ギガサイバー                       | アニメ『遊☆戯☆王デュエルモンスターズ』      | |                                |
| 猛進する剣角獣                         | アニメ『遊☆戯☆王デュエルモンスターズ』      | |                                |
| ランドスターの格闘士                   | アニメ『遊☆戯☆王デュエルモンスターズ』      | 未OCG化。 |                                |
| ランドスターの銃士                     | アニメ『遊☆戯☆王デュエルモンスターズ』      | 未OCG化。 |                                |
| ランドスターの騎士                     | アニメ『遊☆戯☆王デュエルモンスターズ』      | 未OCG化。 |                                |
| ルード・カイザー                       | アニメ『遊☆戯☆王デュエルモンスターズ』      | |                                |
| レオグン                               | アニメ『遊☆戯☆王デュエルモンスターズ』      | |                                |
| ハーピィ・レディSB                     | アニメ『遊☆戯☆王デュエルモンスターズ』      | 乃亜編で投入されたカード |                                |
| 聖導騎士イシュザーク                   | 遊戯王R                                     | |                                |
| 寄生虫パラサイド                       | 原作 アニメ『遊☆戯☆王デュエルモンスターズ』 | 羽蛾が子供を使って城之内のデッキに投入したカード |                                |
| 特殊召喚モンスター                     |                                             | |                                |
| レッドアイズ･ブラックメタルドラゴン    | 原作 アニメ『遊☆戯☆王デュエルモンスターズ』 | 「真紅眼の黒竜」がメタル化・魔法反射装甲のカードによって強化されたもの。王国編のキース戦を制する切り札となった。 |                                |
| 剣聖-ネイキッド・ギア・フリード-       | アニメ『遊☆戯☆王デュエルモンスターズ』      | |                                |
| 融合モンスター                         |                                             | |                                |
| ブラック・デーモンズ・ドラゴン         | 原作 アニメ『遊☆戯☆王デュエルモンスターズ』 | 迷宮兄弟戦で遊戯の『デーモンの召喚』と城之内の『真紅眼の黒竜』が融合した切り札。 アニメオリジナルの王国決勝戦では、城之内が遊戯の『デーモンの召喚』と『融合』を奪って再び登場した。                                                                                   |                                |
| 千年竜                                 | 原作 アニメ『遊☆戯☆王デュエルモンスターズ』 | 原作では「時の魔術師」とのコンボで「ベビー・ドラゴン」が変化した姿。王国編で切り札として活躍した。 |                                |
| 鋼鉄の魔導騎士－ギルティギア・フリード | 遊戯王R                                     | 未OCG化。「鉄の騎士ギア・フリード」と「魔導騎士ギルティア」の融合モンスター |                                |
| ドラゴンに乗るワイバーン               | 原作 アニメ『遊☆戯☆王デュエルモンスターズ』 | |                                |
| ビッグバン・ドラゴン・ブロー           | アニメ『遊☆戯☆王デュエルモンスターズ』      | 未OCG化。 |                                |
| 真紅眼の黒竜剣                         | アニメ『遊☆戯☆王デュエルモンスターズ』      | |                                |
| ロケット・ヘルモス・キャノン           | アニメ『遊☆戯☆王デュエルモンスターズ』      | |                                |
| タイムマジック・ハンマー               | アニメ『遊☆戯☆王デュエルモンスターズ』      | |                                |
| 儀式モンスター                         |                                             | |                                |
| ロード・オブ・ザ・レッド               | アニメ『遊☆戯☆王デュエルモンスターズ』      | |                                |
| 黒竜の聖騎士                           | アニメ『遊☆戯☆王デュエルモンスターズ』      | |                                |
| 魔法カード                             |                                             | |                                |
| 時の魔術師                             | 原作 アニメ『遊☆戯☆王デュエルモンスターズ』 | OCGではモンスターカード。元々は遊戯の所持していたレアカードだったが、王国編で遊戯から託される。 文庫版あとがきによると、闇遊戯との再戦で城之内は遊戯が召喚した「真紅眼の黒竜」に対し、このカードを発動したという。                                                    |                                |
| 右手に盾を左手に剣を                   | 原作 アニメ『遊☆戯☆王デュエルモンスターズ』 | |                                |
| サラマンドラ                           | 原作 アニメ『遊☆戯☆王デュエルモンスターズ』 | |                                |
| 闇竜族の爪                             | 原作 アニメ『遊☆戯☆王デュエルモンスターズ』 | 原作ジャンプコミックス版およびアニメにおいては闇竜族を強化する「闇竜族の爪」名義であったが、文庫版コミックスでは装備対象を限定しない「竜の爪」へと差し替えられている。                                                                                                |                                |
| 墓荒らし                               | 原作 アニメ『遊☆戯☆王デュエルモンスターズ』 | 原作では魔法かつ罠カードというカテゴライズ |                                |
| 天使のサイコロ                         | 原作 アニメ『遊☆戯☆王デュエルモンスターズ』 | |                                |
| スケープ・ゴート                       | 原作 アニメ『遊☆戯☆王デュエルモンスターズ』 | |                                |
| ルーレット・スパイダー                 | 原作 アニメ『遊☆戯☆王デュエルモンスターズ』 | |                                |
| モンスターBOX                          | 原作 アニメ『遊☆戯☆王デュエルモンスターズ』 | OCGでは罠カード |                                |
| 融合                                   | 原作 アニメ『遊☆戯☆王デュエルモンスターズ』 | |                                |
| 稲妻の剣                               | 原作 アニメ『遊☆戯☆王デュエルモンスターズ』 | |                                |
| ハリケーン                             | 原作 アニメ『遊☆戯☆王デュエルモンスターズ』 | |                                |
| おろかな埋葬                           | 原作 アニメ『遊☆戯☆王デュエルモンスターズ』 | |                                |
| クイズ                                 | 原作 アニメ『遊☆戯☆王デュエルモンスターズ』 | |                                |
| うずまき                               | 原作                                        | 未OCG化。カード名とイラスト以外、不明のカード |                                |
| ハーピィの羽根帚                       | アニメ『遊☆戯☆王デュエルモンスターズ』      | 乃亜編でデッキに投入したカード |                                |
| ライトニング・ボルテックス             | 原作                                        | マリクが城之内を洗脳した際投入したカード アニメでは「サンダー・ボルト」に差し替えられた |                                |
| サンダー・ボルト                       | アニメ『遊☆戯☆王デュエルモンスターズ』      | マリクが城之内を洗脳した際投入したカード |                                |
| デス・メテオ                           | 原作 アニメ『遊☆戯☆王デュエルモンスターズ』 | マリクが城之内を洗脳した際投入したカード |                                |
| ファイヤー・ボール                     | 原作 アニメ『遊☆戯☆王デュエルモンスターズ』 | マリクが城之内を洗脳した際投入したカード |                                |
| 運命の宝札                             | アニメ『遊☆戯☆王デュエルモンスターズ』      | 未OCG化。 |                                |
| エクストラブースト                     | アニメ『遊☆戯☆王デュエルモンスターズ』      | 未OCG化。 |                                |
| エナジー・ドレイン                     | アニメ『遊☆戯☆王デュエルモンスターズ』      | 未OCG化。OCGの同名カードとは別カード |                                |
| 騎士の称号                             | アニメ『遊☆戯☆王デュエルモンスターズ』      | |                                |
| 苦渋の決断                             | アニメ『遊☆戯☆王デュエルモンスターズ』      | 未OCG化。OCGの同名カードとは別カード |                                |
| クロス・シフト                         | 遊戯王R                                     | 未OCG化。 |                                |
| 『攻撃』封じ                           | アニメ『遊☆戯☆王デュエルモンスターズ』      | |                                |
| サモン・キャプチャー                   | 遊戯王R                                     | 未OCG化。 |                                |
| 拘束解除                               | アニメ『遊☆戯☆王デュエルモンスターズ』      | |                                |
| 強欲な壺                               | アニメ『遊☆戯☆王デュエルモンスターズ』      | |                                |
| 黒竜降臨                               | アニメ『遊☆戯☆王デュエルモンスターズ』      | |                                |
| 死者蘇生                               | アニメ『遊☆戯☆王デュエルモンスターズ』      | |                                |
| 集結！ランドスター戦隊                 | アニメ『遊☆戯☆王デュエルモンスターズ』      | 未OCG化。 |                                |
| 消耗戦                                 | アニメ『遊☆戯☆王デュエルモンスターズ』      | 未OCG化。 |                                |
| スタープラスター                       | アニメ『遊☆戯☆王デュエルモンスターズ』      | 未OCG化。 |                                |
| 戦士の生還                             | アニメ『遊☆戯☆王デュエルモンスターズ』      | |                                |
| ダブルトラップ                         | アニメ『遊☆戯☆王デュエルモンスターズ』      | |                                |
| デンジャラスマシンTYPE-6               | アニメ『遊☆戯☆王デュエルモンスターズ』      | |                                |
| 早すぎた埋葬                           | アニメ『遊☆戯☆王デュエルモンスターズ』      | |                                |
| 伝説の剣                               | アニメ『遊☆戯☆王デュエルモンスターズ』      | |                                |
| 突風の扇                               | アニメ『遊☆戯☆王デュエルモンスターズ』      | |                                |
| ヘルモスの爪                           | アニメ『遊☆戯☆王デュエルモンスターズ』      | |                                |
| ハイパーフレッシュ                     | アニメ『遊☆戯☆王デュエルモンスターズ』      | 未OCG化。 |                                |
| レッドアイズ・トランスマイグレーション | アニメ『遊☆戯☆王デュエルモンスターズ』      | |                                |
| 味方殺しの魔剣-バーニング・ソウル-     | アニメ『遊☆戯☆王デュエルモンスターズ』      | 未OCG化。 |                                |
| ランドスターショット                   | アニメ『遊☆戯☆王デュエルモンスターズ』      | 未OCG化。 |                                |
| テイクオーバー                         | 遊戯王R                                     | 未OCG化。 |                                |
| 罠カード                               |                                             | |                                |
| 鎖付きブーメラン                       | 原作 アニメ『遊☆戯☆王デュエルモンスターズ』 | |                                |
| 落とし穴                               | 原作                                        | アニメでは『串刺しの落とし穴』に差し替えられた |                                |
| 串刺しの落とし穴                       | アニメ『遊☆戯☆王デュエルモンスターズ』      | |                                |
| 悪魔のサイコロ                         | 原作 アニメ『遊☆戯☆王デュエルモンスターズ』 | アニメでは速攻魔法カード。 |                                |
| マジック・アーム・シールド             | 原作 アニメ『遊☆戯☆王デュエルモンスターズ』 | |                                |
| 一族の誓い                             | アニメ『遊☆戯☆王デュエルモンスターズ』      | |                                |
| 1ドル銀貨                              | アニメ『遊☆戯☆王デュエルモンスターズ』      | 未OCG化。 |                                |
| オーラアーマー                         | アニメ『遊☆戯☆王デュエルモンスターズ』      | 未OCG化。 |                                |
| ギャンブル                             | アニメ『遊☆戯☆王デュエルモンスターズ』      | |                                |
| 体力増強剤スーパーZ                    | アニメ『遊☆戯☆王デュエルモンスターズ』      | |                                |
| ダブルマジックアームバインド           | アニメ『遊☆戯☆王デュエルモンスターズ』      | |                                |
| 仲裁の代償                             | アニメ『遊☆戯☆王デュエルモンスターズ』      | 未OCG化。 |                                |
| 誕生の祝福                             | アニメ『遊☆戯☆王デュエルモンスターズ』      | 未OCG化。 |                                |
| テイクワンチャンス                     | アニメ『遊☆戯☆王デュエルモンスターズ』      | 未OCG化。 |                                |
| はたき落とし                           | アニメ『遊☆戯☆王デュエルモンスターズ』      | |                                |
| 奈落の落とし穴                         | アニメ『遊☆戯☆王デュエルモンスターズ』      | |                                |
| メタル化・魔法反射装甲                 | 原作 アニメ『遊☆戯☆王デュエルモンスターズ』 | キース戦では『ものマネ幻想師』でコピーし使用 ドーマ編竜崎戦ではデッキに投入していた |                                |
| 確率変動                               | 遊戯王R                                     | 未OCG化。 |                                |
| 救出劇                                 | 遊戯王R                                     | |                                |
| 『守備』封じ                           | 遊戯王R                                     | OCGでは通常魔法カード |                                |
| 連撃                                   | 遊戯王R                                     | 未OCG化。 |                                |
| 時の機械-タイム・マシーン-             | 遊戯王R                                     | 王国編で姿を晦ませたキースのデッキから城之内が拝借したカード 後に返還された |                                |
| 幻想カード                             |                                             | |                                |
| ものマネ幻想師                         | 原作 アニメ『遊☆戯☆王デュエルモンスターズ』 | OCGではモンスターカード |                                |

上記のほか、竜崎編で召喚された名称不明のモンスターが存在。

## 担当声優
- 森川智之 - アニメ第1作『遊☆戯☆王』
- 高橋広樹 - アニメ第2作『遊☆戯☆王デュエルモンスターズ』以降の専任声優
- ウェイン・グレイソン - アニメ第2作『遊☆戯☆王デュエルモンスターズ』以降の英語版専任声優